# Moreno Rutten
Moreno Rutten ('s-Hertogenbosch, 28 april 1993) is een Nederlands voetballer die doorgaans als verdediger speelt.

## Carrière
Rutten speelde in de jeugdopleiding van FC Engelen en vervolgens Willem II en Feyenoord, maar begon zijn profcarrière bij FC Den Bosch. Hij maakte er zijn debuut in de met 2–4 verloren thuiswedstrijd tegen FC Dordrecht op 27 augustus 2012. Op 22 november 2012 werd bekend dat hij een contract had getekend dat hem tot de zomer van 2015 aan de club bond. Op 15 april 2013 scoorde hij zijn eerste competitiedoelpunt in een uitwedstrijd van FC Den Bosch bij Almere City FC. In juni 2015 werd de transfervrije rechtsback voor de duur van twee jaar vastgelegd door VVV. Na afloop van dat contract tekende Rutten bij de kersverse kampioen van de Eerste divisie een nieuwe verbintenis voor nog eens twee jaar. Na afloop van het seizoen 2018/19 besloot Rutten te gaan uitkijken naar een andere club en niet in te gaan op voorstellen van VVV voor verlenging van de aflopende verbintenis. Hij tekende in juni 2019 een contract tot medio 2022 bij FC Crotone, de nummer twaalf van de Serie B in het voorgaande seizoen. Rutten kwam in Italië echter amper aan spelen toe en liet in mei 2020 zijn contract ontbinden. Vervolgens keerde de transfervrije verdediger terug naar Nederland waar hij een driejarig contract tekende bij NAC Breda. De Brabander werd in Breda herenigd met Maurice Steijn, zijn voormalige trainer bij VVV-Venlo.
Zijn verblijf in Breda werd voor Rutten geen succes omdat hij aanhoudend geplaagd werd door divers blessureleed. Eind maart 2023 kreeg hij te horen dat zijn aflopende verbintenis bij NAC niet werd verlengd. Op 2 juli 2023 sloot de clubloze verdediger aan bij de eerste training van zijn oude club VVV om er zijn conditie op peil te houden. VVV deed hem vervolgens een contractvoorstel, waarop Rutten aanvankelijk besloot niet in te gaan. Enkele dagen later kwam hij na een gesprek met trainer Rick Kruys terug op dat besluit. Evenals oud-ploeggenoot Roel Janssen tekende hij er op 10 augustus 2023 een contract voor één seizoen. Eind maart 2024 maakte de club bekend dat zijn contract werd opgezegd en niet verlengd.
Een maand later besloot Rutten een punt te zetten achter zijn profloopbaan en zich te gaan richten op een maatschappelijke carrière. Hij vervolgde zijn spelersloopbaan in België bij FC Wezel Sport uit Tweede afdeling. Na een half jaar vertrok hij daar weer en sloot vervolgens samen met oud-ploeggenoot Niek Vossebelt aan bij de ambitieuze vierdedivisionist Achilles Veen waar beiden een contract tekenden tot de zomer van 2026.

## Clubstatistieken
| 2012/13                                | FC Den Bosch    | Eerste divisie  | 30  | 1 | 4  | 0 | — | — | 34  | 1 |
| 2013/14                                | FC Den Bosch    | Eerste divisie  | 33  | 0 | 1  | 0 | 2 | 0 | 36  | 0 |
| 2014/15                                | FC Den Bosch    | Eerste divisie  | 29  | 0 | 0  | 0 | — | — | 29  | 0 |
| 2015/16                                | VVV-Venlo       | Eerste divisie  | 30  | 0 | 0  | 0 | 1 | 0 | 31  | 0 |
| 2016/17                                | VVV-Venlo       | Eerste divisie  | 24  | 2 | 1  | 0 | — | — | 25  | 2 |
| 2017/18                                | VVV-Venlo       | Eredivisie      | 30  | 0 | 2  | 2 | — | — | 32  | 2 |
| 2018/19                                | VVV-Venlo       | Eredivisie      | 32  | 1 | 1  | 0 | — | — | 33  | 1 |
| 2019/20                                | FC Crotone      | Serie B         | 4   | 0 | 2  | 0 | — | — | 6   | 0 |
| 2020/21                                | NAC Breda       | Eerste divisie  | 21  | 1 | 0  | 0 | 1 | 0 | 22  | 1 |
| 2021/22                                | NAC Breda       | Eerste divisie  | 14  | 0 | 4  | 0 | 1 | 0 | 19  | 0 |
| 2022/23                                | NAC Breda       | Eerste divisie  | 10  | 1 | 1  | 0 | 1 | 0 | 12  | 1 |
| 2023/24                                | VVV-Venlo       | Eerste divisie  | 26  | 0 | 1  | 0 | — | — | 27  | 0 |
| 2024/25                                | FC Wezel Sport  | Tweede afdeling | 9   | 0 | 1  | 0 | — | — | 10  | 0 |
| 2024/25                                | Achilles Veen   | Vierde divisie  | 0   | 0 | 0  | 0 | — | — | 0   | 0 |
| Carrière totaal                        | Carrière totaal | Carrière totaal | 292 | 6 | 18 | 2 | 6 | 0 | 316 | 8 |
| Bijgewerkt tot en met 25 december 2024 |                 |                 |     |   |    |   |   |   |     |   |

## Interlandcarrière

### Nederland onder 15
Op 27 november 2007 debuteerde Rutten voor Nederland –15 in een vriendschappelijke wedstrijd tegen Slowakije –15 (0 – 0).
| Interlands van Moreno Rutten | Interlands van Moreno Rutten | Interlands van Moreno Rutten | Interlands van Moreno Rutten | Interlands van Moreno Rutten | Interlands van Moreno Rutten |
| №                            | Datum                        | Wedstrijd                    | Uitslag                      | Soort Wedstrijd              | Doelpunten                   |
| Als speler bij Willem II     | Als speler bij Willem II     | Als speler bij Willem II     | Als speler bij Willem II     | Als speler bij Willem II     | Als speler bij Willem II     |
| ---------------------------- | ---------------------------- | ---------------------------- | ---------------------------- | ---------------------------- | ---------------------------- |
| 1.                           | 27 november 2007             | Nederland – Slowakije        | 0 – 0                        | Vriendschappelijk            | 0                            |
| 2.                           | 29 november 2007             | Nederland – Slowakije        | 5 – 0                        | Vriendschappelijk            | 0                            |
| 3.                           | 11 maart 2008                | Nederland – België           | 4 – 2                        | Vriendschappelijk            | 0                            |
| 4.                           | 17 april 2008                | Nederland – Zwitserland      | 0 – 0                        | Vriendschappelijk            | 0                            |

### Nederland onder 16
Op 28 oktober 2008 debuteerde Rutten voor Nederland –16 in een vriendschappelijke wedstrijd tegen Italië –16 (3 – 0).
| Interlands van Moreno Rutten | Interlands van Moreno Rutten | Interlands van Moreno Rutten | Interlands van Moreno Rutten | Interlands van Moreno Rutten | Interlands van Moreno Rutten |
| №                            | Datum                        | Wedstrijd                    | Uitslag                      | Soort Wedstrijd              | Doelpunten                   |
| Als speler bij Feyenoord     | Als speler bij Feyenoord     | Als speler bij Feyenoord     | Als speler bij Feyenoord     | Als speler bij Feyenoord     | Als speler bij Feyenoord     |
| ---------------------------- | ---------------------------- | ---------------------------- | ---------------------------- | ---------------------------- | ---------------------------- |
| 1.                           | 28 oktober 2008              | Italië – Nederland           | 0 – 3                        | Vriendschappelijk            | 0                            |
| 2.                           | 30 oktober 2008              | Frankrijk – Nederland        | 0 – 1                        | Vriendschappelijk            | 0                            |
| 3.                           | 1 november 2008              | Nederland – Uruguay          | 5 – 3                        | Vriendschappelijk            | 0                            |
| 4.                           | 10 februari 2009             | Nederland – Oekraïne         | 3 – 1                        | Vriendschappelijk            | 0                            |

### Nederland onder 17
Op 24 september 2009 debuteerde Rutten voor Nederland –17 in een vriendschappelijke wedstrijd tegen Frankrijk –17 (2 – 1).
| Interlands van Moreno Rutten | Interlands van Moreno Rutten | Interlands van Moreno Rutten | Interlands van Moreno Rutten | Interlands van Moreno Rutten | Interlands van Moreno Rutten |
| №                            | Datum                        | Wedstrijd                    | Uitslag                      | Soort Wedstrijd              | Doelpunten                   |
| Als speler bij Feyenoord     | Als speler bij Feyenoord     | Als speler bij Feyenoord     | Als speler bij Feyenoord     | Als speler bij Feyenoord     | Als speler bij Feyenoord     |
| ---------------------------- | ---------------------------- | ---------------------------- | ---------------------------- | ---------------------------- | ---------------------------- |
| 1.                           | 24 september 2009            | Frankrijk – Nederland        | 1 – 2                        | Vriendschappelijk            | 0                            |
| 2.                           | 22 oktober 2009              | Nederland – Andorra          | 4 – 0                        | Kwalificatie EK 2010         | 0                            |
| 3.                           | 24 oktober 2009              | Nederland – Malta            | 1 – 2                        | Kwalificatie EK 2010         | 0                            |
| 4.                           | 27 oktober 2009              | Noord-Ierland – Nederland    | 0 – 1                        | Kwalificatie EK 2010         | 0                            |
| 5.                           | 6 februari 2010              | Nederland – Tsjechië         | 3 – 1                        | Vriendschappelijk            | 0                            |
| 6.                           | 8 februari 2010              | Denemarken – Nederland       | 2 – 1                        | Vriendschappelijk            | 0                            |
| 7.                           | 3 maart 2010                 | Nederland – Griekenland      | 2 – 0                        | Vriendschappelijk            | 0                            |
| 8.                           | 25 maart 2010                | Nederland – Oekraïne         | 2 – 0                        | Kwalificatie EK 2010         | 0                            |
| 9.                           | 27 maart 2010                | Georgië – Nederland          | 1 – 2                        | Kwalificatie EK 2010         | 0                            |
| 10.                          | 30 maart 2010                | Nederland – Tsjechië         | 0 – 1                        | Kwalificatie EK 2010         | 0                            |

### Nederland onder 18
Op 24 maart 2011 debuteerde Rutten voor Nederland –18 in een vriendschappelijke wedstrijd tegen Slovenië –18 (0 – 0).
| Interlands van Moreno Rutten | Interlands van Moreno Rutten | Interlands van Moreno Rutten | Interlands van Moreno Rutten | Interlands van Moreno Rutten | Interlands van Moreno Rutten |
| №                            | Datum                        | Wedstrijd                    | Uitslag                      | Soort Wedstrijd              | Doelpunten                   |
| Als speler bij Feyenoord     | Als speler bij Feyenoord     | Als speler bij Feyenoord     | Als speler bij Feyenoord     | Als speler bij Feyenoord     | Als speler bij Feyenoord     |
| ---------------------------- | ---------------------------- | ---------------------------- | ---------------------------- | ---------------------------- | ---------------------------- |
| 1.                           | 24 maart 2011                | Nederland – Slovenië         | 0 – 0                        | Vriendschappelijk            | 0                            |
| 2.                           | 29 maart 2011                | Polen – Nederland            | 3 – 0                        | Vriendschappelijk            | 0                            |